# Lyrestad
Lyrestad är en tätort i Mariestads kommun, Västra Götalands län och kyrkby i Lyrestads socken, belägen cirka två mil norr om Mariestad på vägen mot Hova. Här korsar Kinnekullebanan och E20 Göta kanal. 

## Befolkningsutveckling
| Befolkningsutvecklingen i Lyrestad 1960–2020 | Befolkningsutvecklingen i Lyrestad 1960–2020 | Befolkningsutvecklingen i Lyrestad 1960–2020 | Befolkningsutvecklingen i Lyrestad 1960–2020 | Befolkningsutvecklingen i Lyrestad 1960–2020 |
| -------------------------------------------- | -------------------------------------------- | -------------------------------------------- | -------------------------------------------- | -------------------------------------------- |
|                                              |                                              |                                              |                                              |                                              |
| År                                           |                                              |                                              | Folkmängd                                    | Areal (ha)                                   |
| 1960                                         | 1960                                         |                                              | 392                                          |                                              |
| 1965                                         | 1965                                         |                                              | 484                                          |                                              |
| 1970                                         | 1970                                         |                                              | 594                                          |                                              |
| 1975                                         | 1975                                         |                                              | 646                                          |                                              |
| 1980                                         | 1980                                         |                                              | 629                                          |                                              |
| 1990                                         | 1990                                         |                                              | 573                                          | 59                                           |
| 1995                                         | 1995                                         |                                              | 577                                          | 60                                           |
| 2000                                         | 2000                                         |                                              | 532                                          | 60                                           |
| 2005                                         | 2005                                         |                                              | 499                                          | 60                                           |
| 2010                                         | 2010                                         |                                              | 479                                          | 60                                           |
| 2015                                         | 2015                                         |                                              | 474                                          | 70                                           |
| 2020                                         | 2020                                         |                                              | 489                                          | 70                                           |
|                                              |                                              |                                              |                                              |                                              |

## Samhället
I Lyrestad finns Lyrestads kyrka samt två mindre museer som kallas Hamnmagasinet och Tiondemagasinet. Lyrestad har sedan 2007 en glashytta som heter Jema studioglas.
Vid 1920-talets början hade Lyrestad bankkontor tillhörande Skaraborgs enskilda bank och Sydsvenska kreditaktiebolaget. Sydsvenska banken överlät år 1925 kontoret till Göteborgs handelsbank som fanns på orten i ytterligare några decennier. Därefter var Skaraborgsbanken ensam affärsbank på orten innan även detta kontor lades ner.

## Personer från orten
- Jan Rippe

## Lyrestad 21 maj 2024

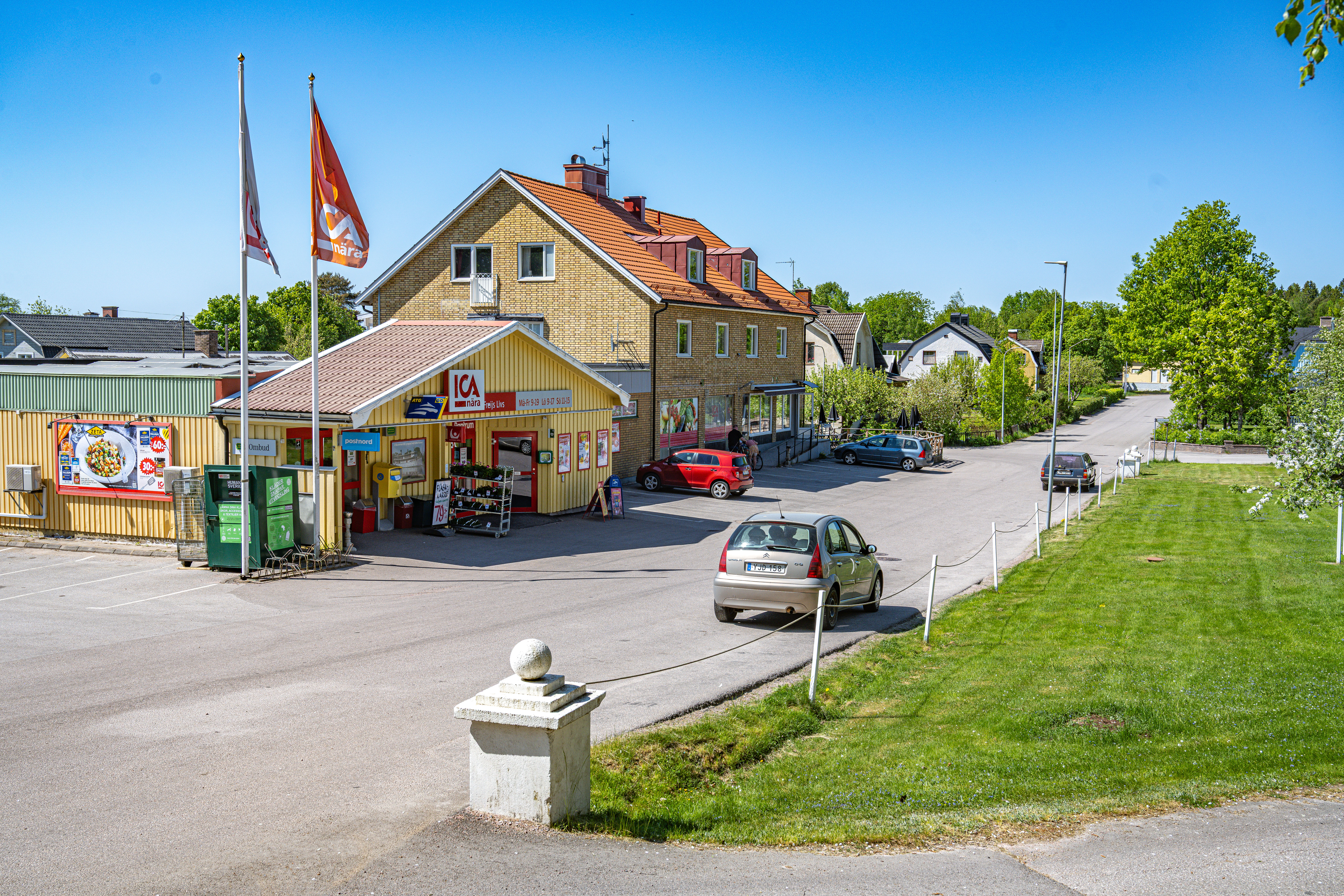
ICA vid Järnvägsgatan.
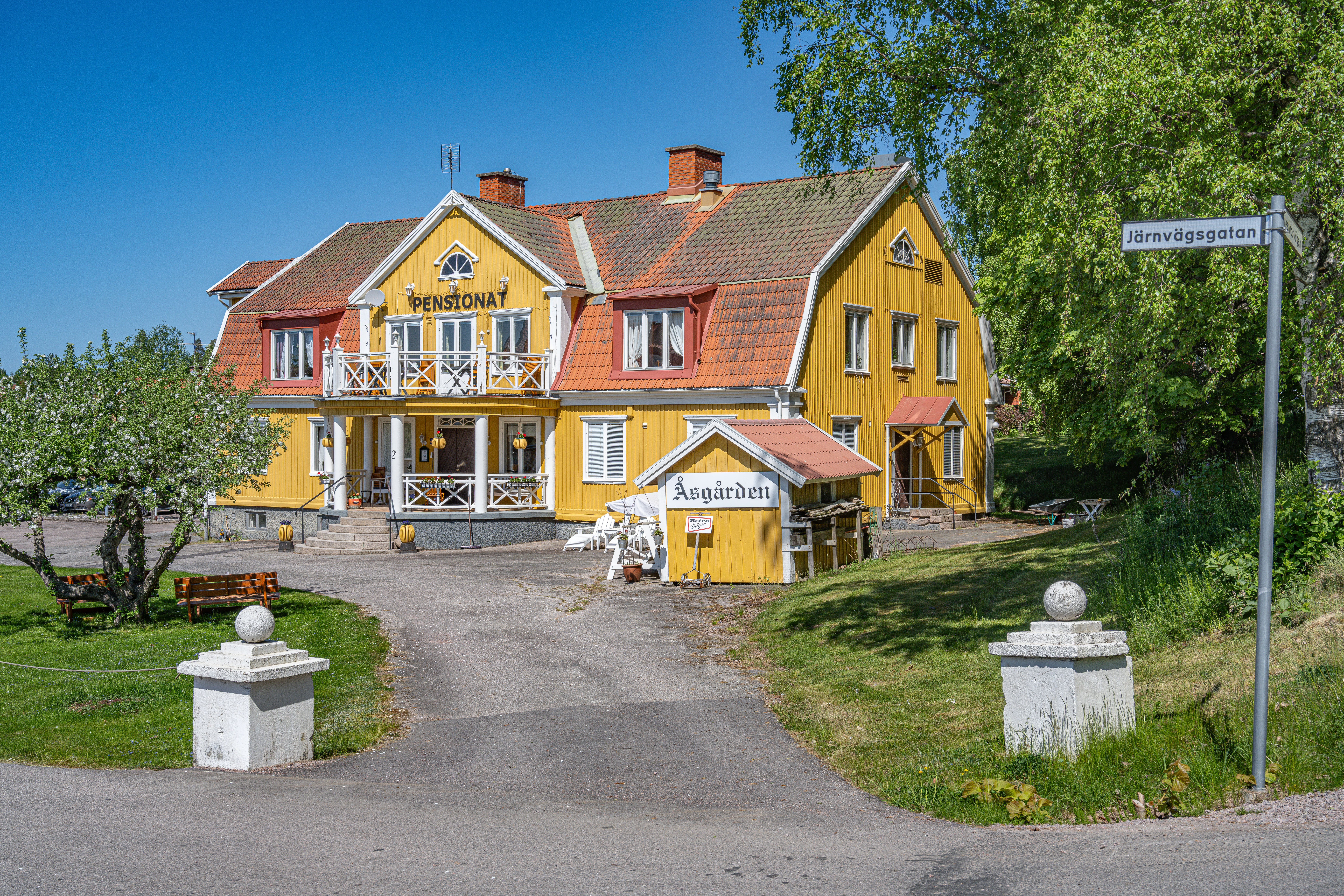
Pensionat Åsgården.
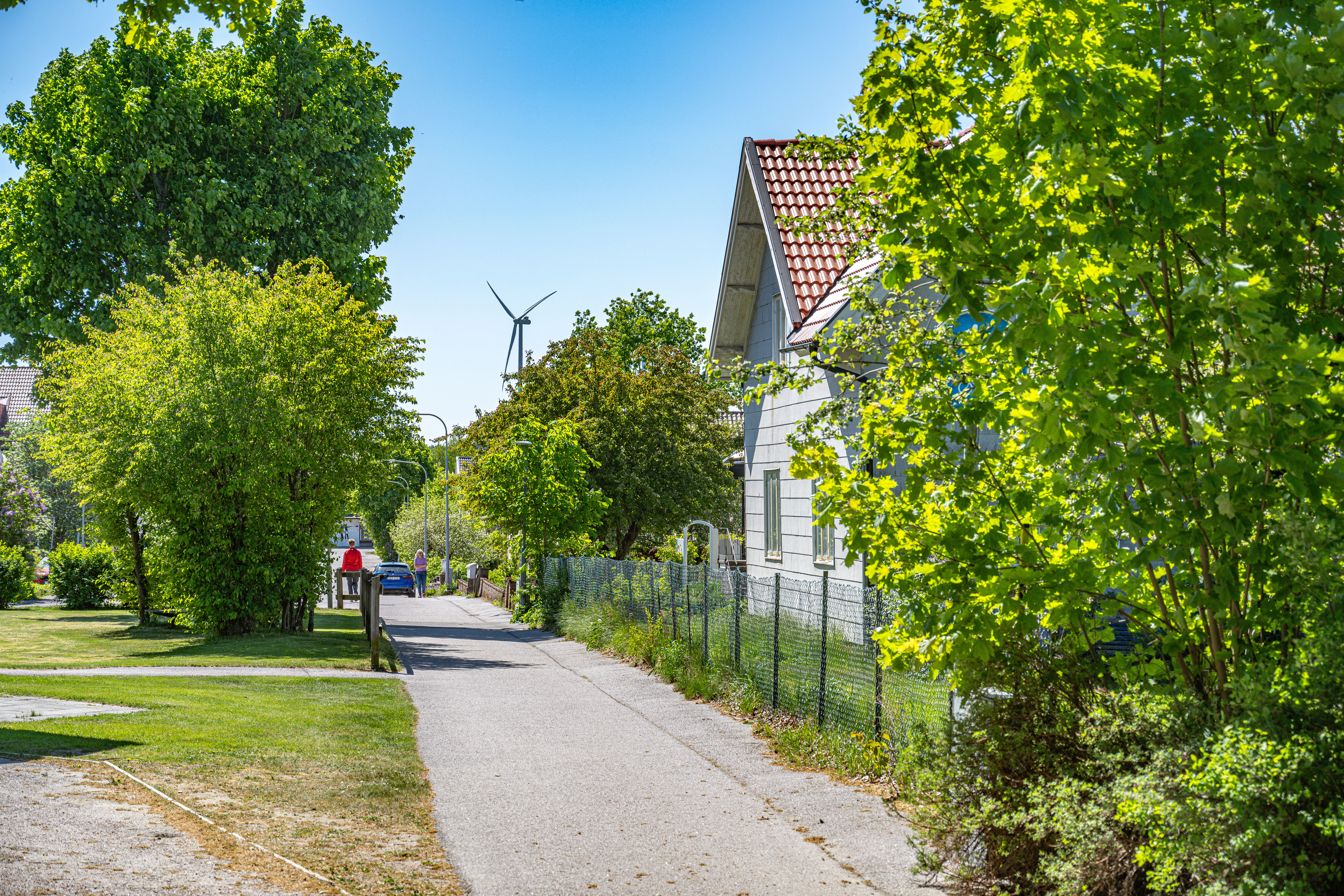
Centralgatan.
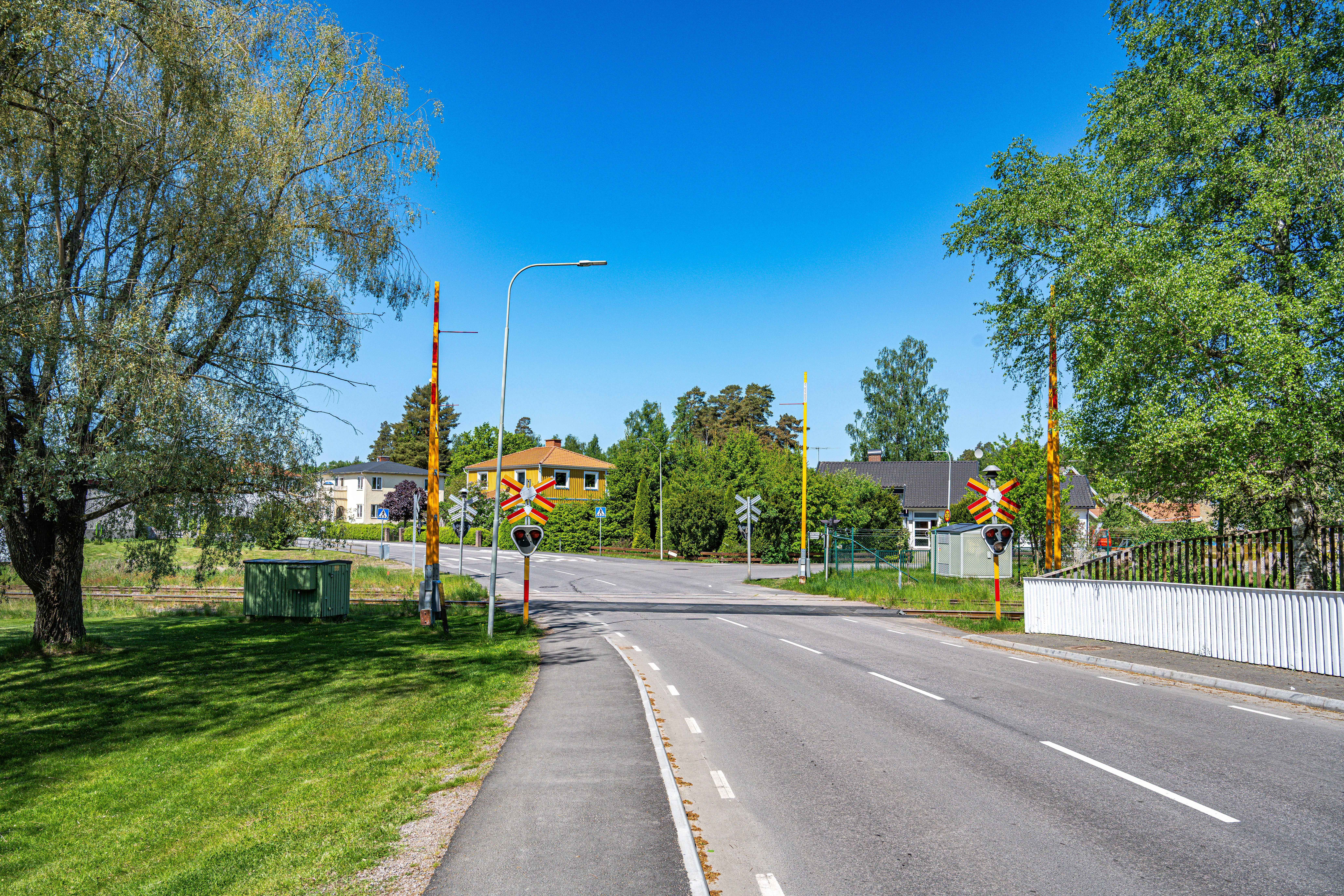
Sjötorpsvägen.
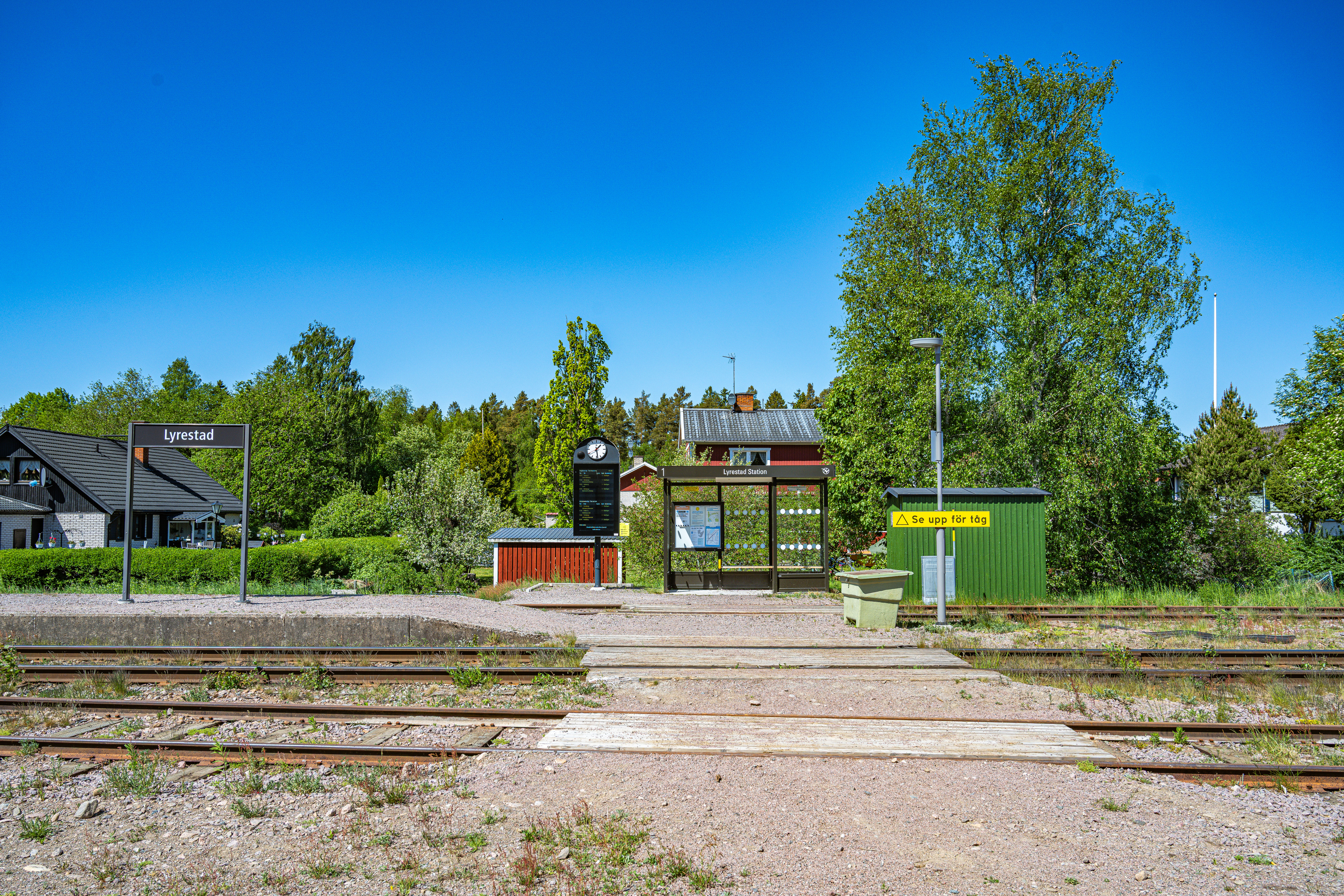
Lyrestad Station.
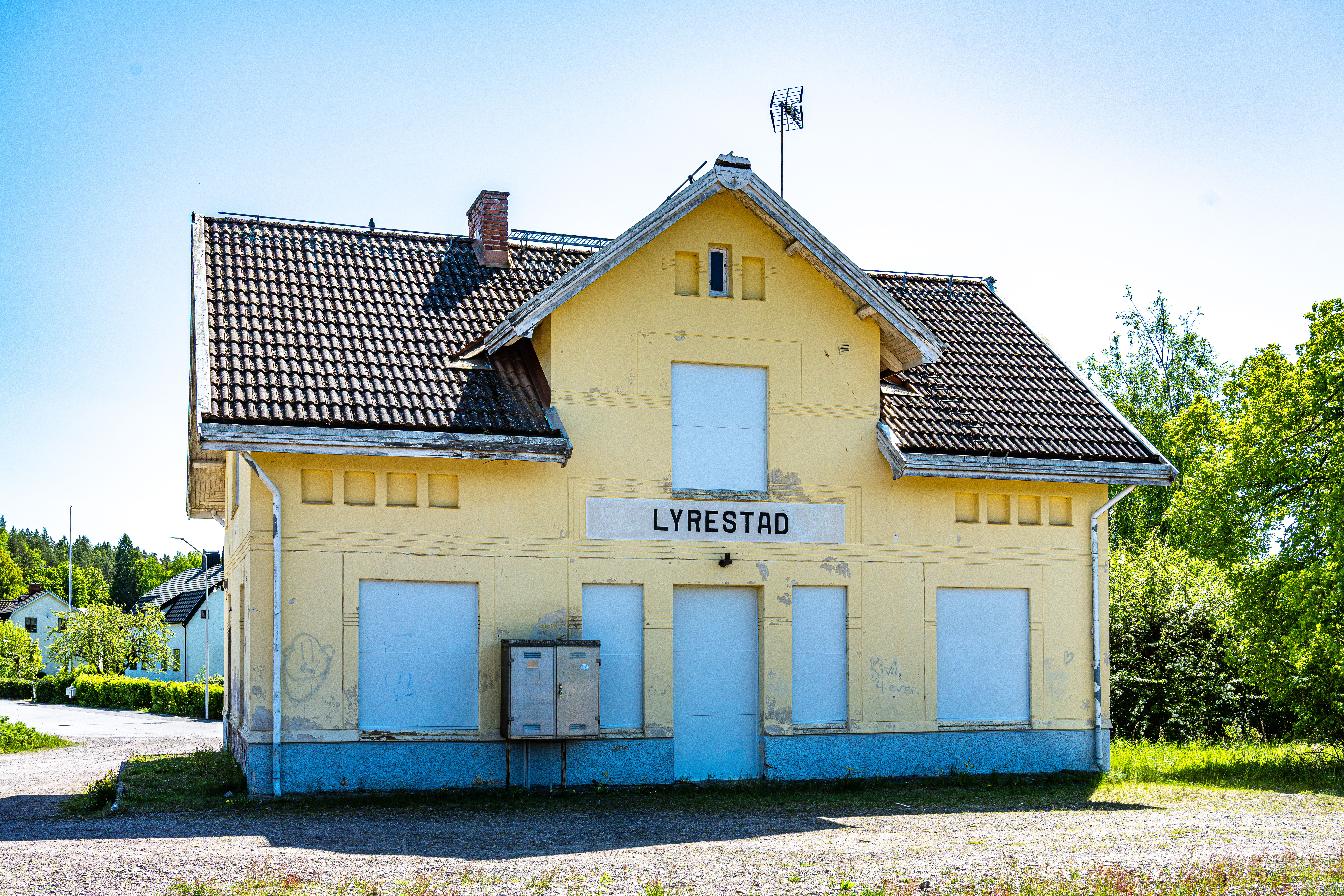
Gamla stationshuset.
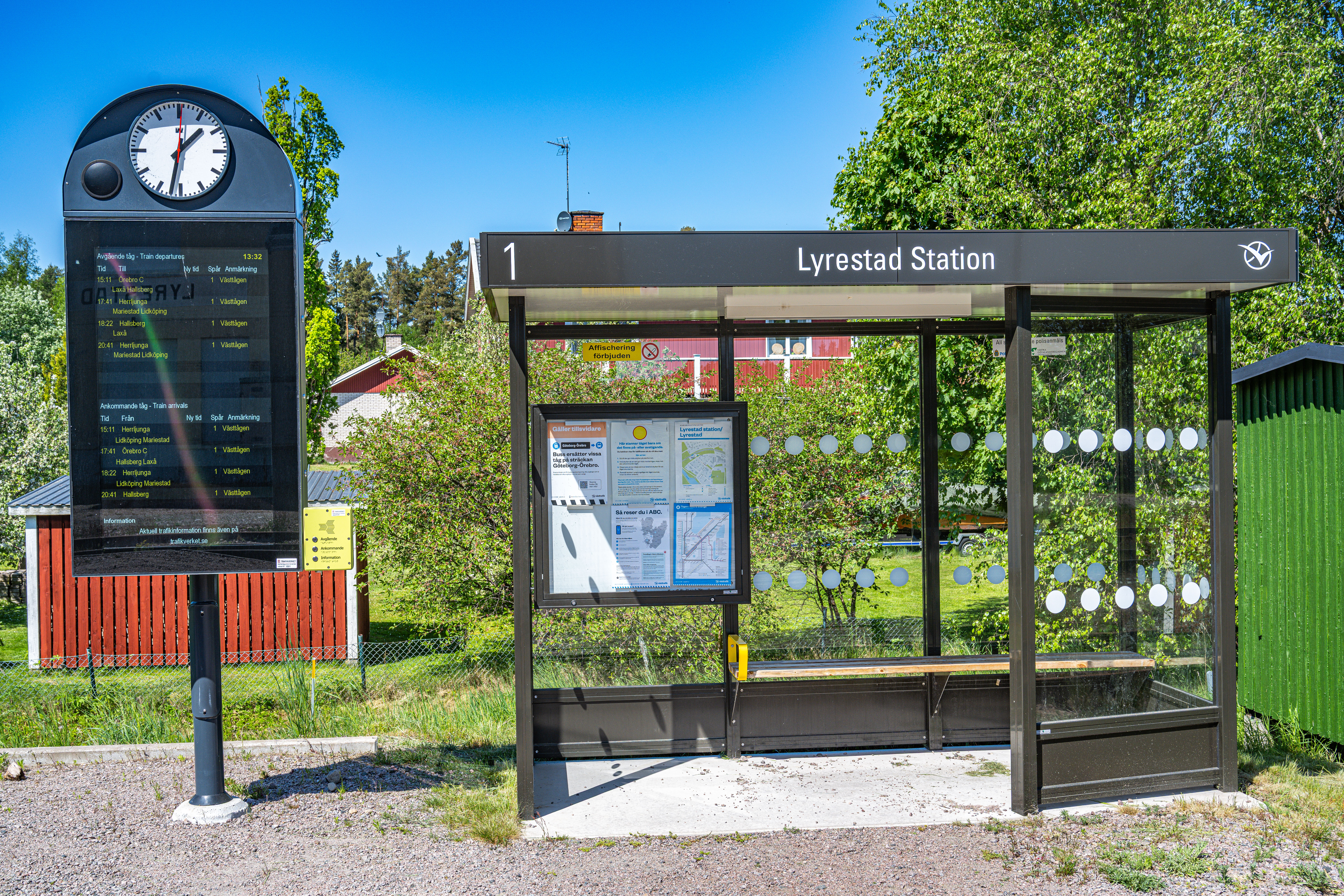
Väntkuren.
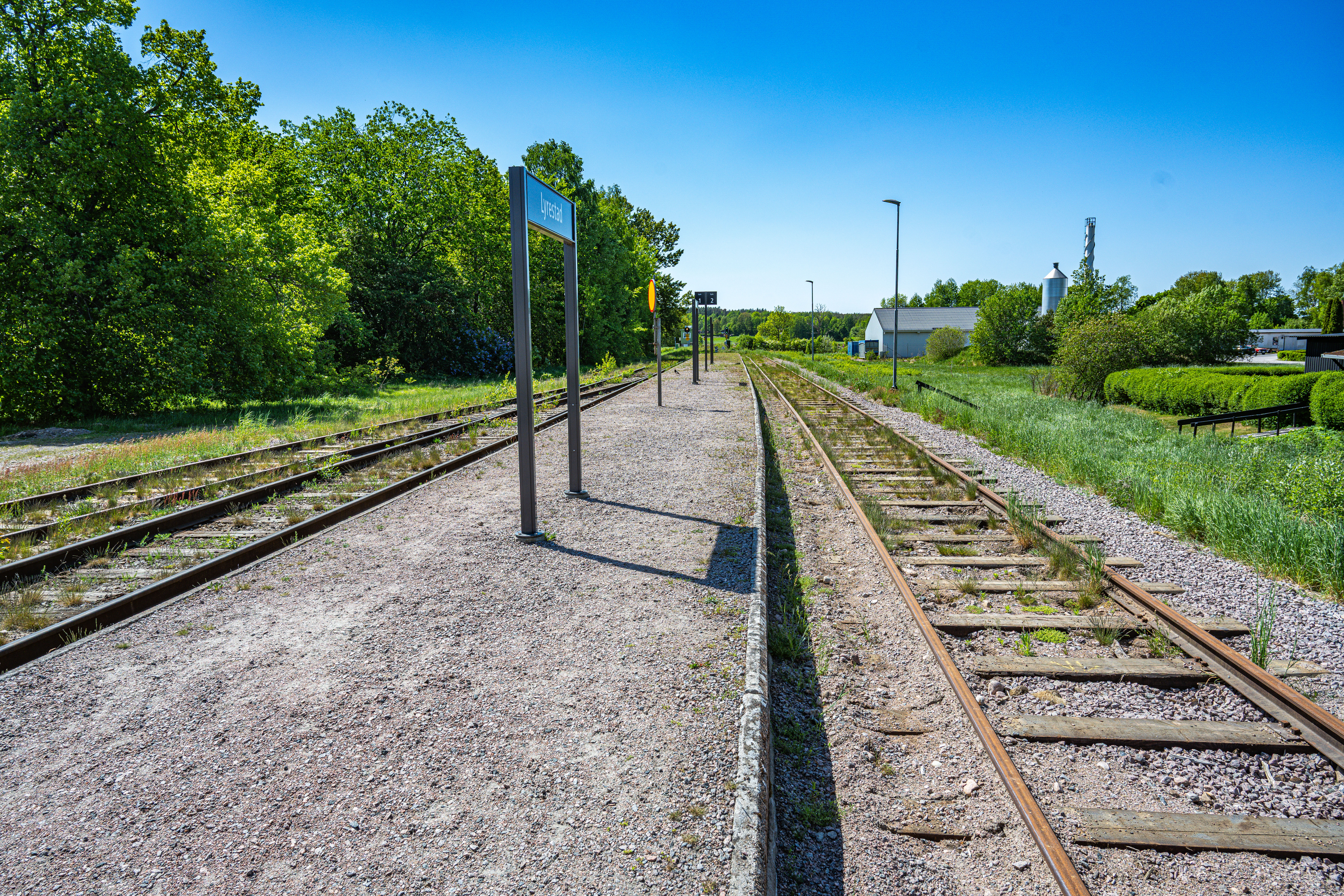
Perrongen.